# Percy Montgomery
Percival Colin Montgomery (Walvis Bay, 15 de março de 1974) é um ex-jogador de rugby union (rugbyPB/ râguebi PE) sul-africano que jogava na posição de fullback. Sua cidade natal integra atualmente o território da Namíbia, independente da África do Sul desde 1990, mas pertenceu ao país vizinho como exclave até 1994.
Montgomery estreou pelos Springboks em 1997, contra os British and Irish Lions, a seleção que reúne Grã-Bretanha e Irlanda. Esteve presente na Copa do Mundo de Rugby de 1999, curiosamente também a primeira da seleção namibiana. Ele perderia lugar na Copa do Mundo de Rugby de 2003 por conta de uma suspensão de dezoito meses na época, após empurrar um árbitro de linha ao chão. De volta um ano depois, ajudou a seleção a vencer o Três Nações 2004, no primeiro título na competição desde a edição de 1998.
Após estar ausente da Copa de 2003, deu a volta por cima no mundial seguinte: foi, com 105 pontos, o maior pontuador da Copa do Mundo de Rugby de 2007, que foi o segundo título mundial da África do Sul. Durante o torneio, ele superou Joost van der Westhuizen como o jogador que mais defendeu os Springboks, ao alcançar, contra Tonga, a 90ª partida pela seleção. Despediu-se no ano seguinte, contra a Austrália, ao fim do Três Nações 2008. Ele também é o maior artilheiro da seleção sul-africana, com 893 pontos. Trabalha nela como técnico de chutes.